# Rhombophryne
Rhombophryne – rodzaj płazów bezogonowych z podrodziny Cophylinae w rodzinie wąskopyskowatych (Microhylidae).

## Zasięg występowania
Rodzaj obejmuje gatunki występujące endemicznie na Madagaskarze.

## Systematyka

### Etymologia
- Rhombophryne: gr. ῥομβος rhombos „romb”[6]; φρυνη phrunē, φρυνης phrunēs „ropucha”[7].
- Mantiphrys (Mantophrys): gr. μαντις mantis, μαντεως manteōs „żaba drzewna”[8]; οφρυς ophrus, οφρυος ophruos „brew”[9]. Gatunek typowy: Mantiphrys laevipes Mocquard, 1895

### Taksonomia
Z analiz filogenetycznych przeprowadzonych przez Wollenberg i współpracowników (2008) oraz Pyrona i Wiensa (2011) wynika, że przedstawiciele rodzaju Stumpffia nie tworzą kladu, który nie obejmowałby również przedstawicieli rodzaju Rhombophryne; natomiast z analizy Peloso i współpracowników (2016) wynika, że zarówno przedstawiciele rodzaju Stumpffia, jak i przedstawiciele Rhombophryne nie tworzą kladu, do którego nie należeliby przedstawiciele obu rodzajów. Peloso i współpracownicy (2016, 2017) uznali rodzaj Stumpffia za młodszy synonim rodzaju Rhombophryne, przenosząc do tego ostatniego rodzaju gatunki pierwotnie zaliczane do rodzaju Stumpffia. Scherz i współpracownicy (2016, 2017) utrzymują natomiast Stumpffia jako odrębny od Rhombophryne rodzaj.

### Podział systematyczny
Do rodzaju należą następujące gatunki:
- Rhombophryne botabota Scherz, Glaw, Vences, Andreone & Crottini, 2016
- Rhombophryne coronata (Vences & Glaw, 2003)
- Rhombophryne coudreaui (Angel, 1938)
- Rhombophryne diadema Scherz, Hawlitschek, Andreone, Rakotoarison, Vences & Glaw, 2017
- Rhombophryne ellae Scherz, 2020[16]
- Rhombophryne guentherpetersi (Guibé, 1974)
- Rhombophryne laevipes (Mocquard, 1895)
- Rhombophryne longicrus Scherz, Rakotoarison, Hawitschk, Vences & Glaw, 2015
- Rhombophryne mangabensis Glaw, Köhler & Vences, 2010
- Rhombophryne matavy D’Cruze, Köhler, Vences & Glaw, 2010
- Rhombophryne minuta (Guibé, 1975)
- Rhombophryne nilevina Lambert, Hutter & Scherz, 2017
- Rhombophryne ornata Scherz, Ruthensteiner, Vieites, Vences & Glaw, 2015
- Rhombophryne proportionalis Scherz, Hutter, Rakotoarison, Riemann, Rödel, Ndriantsoa, Glos, Roberts, Crottini, Vences & Glaw, 2019
- Rhombophryne regalis Scherz, Hawlitschek, Andreone, Rakotoarison, Vences & Glaw, 2017
- Rhombophryne savaka Scherz, Glaw, Vences, Andreone & Crottini, 2016
- Rhombophryne serratopalpebrosa (Guibé, 1975)
- Rhombophryne tany Scherz, Ruthensteiner, Vieites, Vences & Glaw, 2015
- Rhombophryne testudo Boettger, 1880
- Rhombophryne vaventy Scherz, Ruthensteiner, Vences & Glaw, 2014